# Açoreira
Açoreira is een plaats (freguesia) in de Portugese gemeente Torre de Moncorvo en telt 526 inwoners (2001).